# Olszowiec (powiat opoczyński)
Olszowiec – wieś w Polsce położona w województwie łódzkim, w powiecie opoczyńskim, w gminie Sławno.
W latach 1975–1998 miejscowość należała administracyjnie do województwa piotrkowskiego. Liczba mieszkańców według Narodowego Spisu Powszechnego Ludności i Mieszkań z roku 2011 wynosi 323 osoby.
Wierni Kościoła rzymskokatolickiego należą do parafii św. Geroncjusza i Wniebowzięcia NMP w Sławnie.